# Chantal Akerman
Pour les articles homonymes, voir Akerman.
Chantal Akerman est une cinéaste belge et française, née le 6 juin 1950 à Etterbeek en Belgique et morte le 5 octobre 2015 dans le 20e arrondissement de Paris.
Considérée comme une des figures de proue du cinéma moderne, et pionnière du cinéma contemplatif, elle a eu une influence importante notamment pour Gus Van Sant, Todd Haynes ou Michael Haneke.

## Biographie

### Famille et débuts
Née le 6 juin 1950 à Etterbeek, Chantal Akerman est issue d'une famille juive polonaise. Ses grands-parents maternels ainsi que sa mère, Natalia, ont été déportés à Auschwitz, et seule sa mère, Natalia, en est revenue. Son père est Jacques Akerman. Elle a une sœur, Sylviane Akerman, qui entretiendra sa mémoire.
Dans ses films, elle traite des relations mère-fille, de la vie des femmes, de leurs rapports, de la sexualité, de l'homosexualité et de l'identité féminines. Selon Jean-Michel Frodon, sa relation au judaïsme traverse toute sa filmographie. C'est pourtant à partir du film Histoires d'Amérique (1989) qu’émerge la conscience juive de la cinéaste, à travers des témoignages de Juifs ashkénazes d'Europe de l'Est émigrés aux États-Unis.

C'est Pierrot le Fou de Jean-Luc Godard (1965) qui provoque sa vocation. Formellement, Michael Snow est sa deuxième profonde influence,. Elle déclare le 5 juin 2004 au centre Pompidou : 

« Godard m'a donné de l'énergie et les formalistes m'ont libérée. »

Le cinéaste André Delvaux la soutient dès son premier court métrage, Saute ma ville en 1968, un film pré-punk, anarchiste, dans l’air subversif du temps, où Akerman exprime de manière explosive son besoin vital de libération[réf. souhaitée].

### New York
Après un court passage à l'Institut national supérieur des arts du spectacle en 1967-1968, dont elle claque la porte après trois mois, elle réalise en 1971 un moyen métrage resté inachevé, L'Enfant aimé ou Je joue à être une femme mariée, que la cinéaste estime raté parce que pas assez construit, précis, dirigé.
Akerman part ensuite avec Samy Szlingerbaum à New York où elle fréquente assidûment une cinémathèque dédiée au patrimoine cinématographique indépendant, l'Anthology Film Archives. Elle y découvre le cinéma expérimental américain (Michael Snow, Andy Warhol, Jonas Mekas, etc.) et rencontre Babette Mangolte, qui devient la chef opératrice de ses films.
Vivant de petits boulots, elle parvient néanmoins à tourner plusieurs films. En 1972, La Chambre, un court métrage à base de lent panoramique horizontal balaie l'espace à 360 degrés plusieurs fois, et Hôtel Monterey, de 63 minutes, une suite de plans fixes précisément cadrés et de lents travellings dans les couloirs, puis la caméra sort de l'immeuble par le toit où un panoramique balaie l'horizon urbain. Enfin, en 1973, Hanging Out Yonkers, son premier essai de documentaire (sur des jeunes à problèmes fréquentant un centre social), resté inachevé et dont les rushes sont parfois projetés en cinémathèque ou lors de rétrospectives[réf. nécessaire].
Chantal Akerman vit ensuite à Paris. Elle retourne à New York en 1976, après sa reconnaissance internationale, pour réaliser News from Home (89 minutes), une lecture des lettres inquiètes et plaintives que lui envoyait sa mère pendant son séjour, accompagnée par des plans monumentaux (façades, rues, métro) de la mégapole. Le film se clôt par un très long travelling arrière, la caméra posée sur un bateau s'éloignant des tours jumelles du World Trade Center. La cinéaste reviendra dans cette ville pour tourner Histoires d'Amérique en 1988 et Un divan à New York en 1996.

### Jeanne Dielmanet la reconnaissance internationale

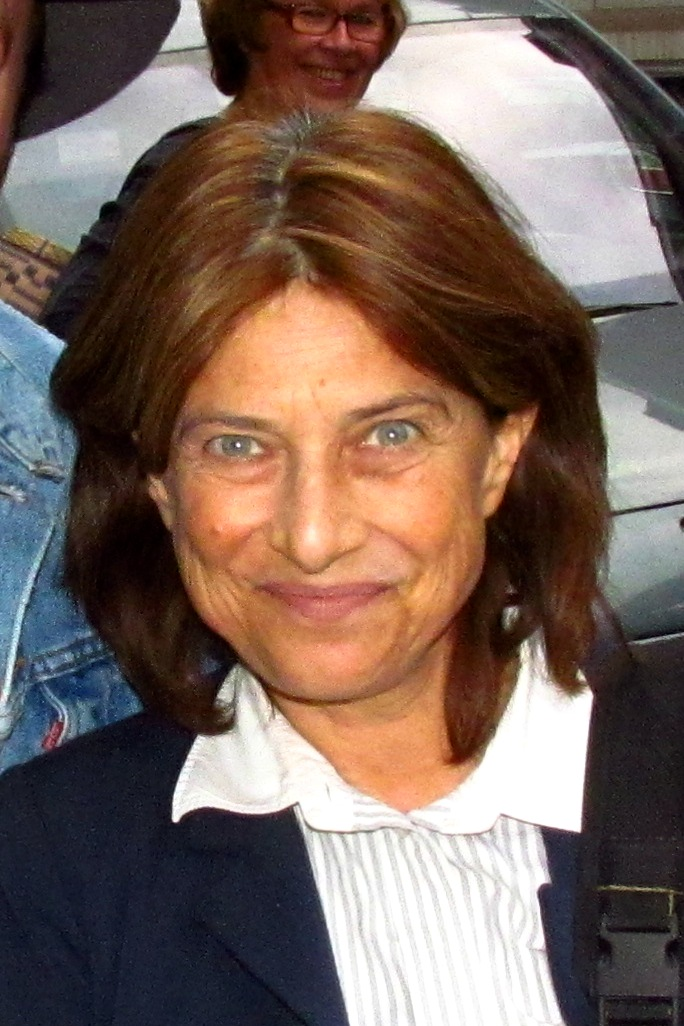
Chantal Akerman en octobre 2011 au FIFF de Namur pour la présentation de son film La Folie Almayer.

Dans le Nouvel Observateur en 1989, Chantal Akerman explique : « Je me retournais dans mon lit, inquiète. Et brusquement, en une seule minute, j'ai tout vu Jeanne Dielman… »

Parmi les films de sa longue carrière, Jeanne Dielman, 23, quai du commerce, 1080 Bruxelles (1975) est considéré comme son chef-d'œuvre, selon Serge Kaganski et reconnu en 2022 comme le meilleur film de tous les temps par la revue Sight and Sound du British Film Institute. Il s'agit d'une description méticuleuse, en illusion de temps réel (proche de l'hyperréalisme) de l'aliénation, avec l'actrice Delphine Seyrig. D'une durée de plus de trois heures, le film condense trois jours de la vie de l'héroïne dans l'intimité quotidienne de son foyer modeste, où l'on suit chronologiquement presque chaque fait et geste, avec une succession presque « hypnotique » de longs plans fixes. 

« C'est un film sur l'espace et le temps et sur la façon d'organiser sa vie pour n'avoir aucun temps libre, pour ne pas se laisser submerger par l'angoisse et l'obsession de la mort. »

Viennent ensuite parmi ses films les plus importants Les Rendez-vous d'Anna (1978) avec Aurore Clément, un très autobiographique road movie en train (d'Allemagne à Paris en passant par Louvain et Bruxelles) ; la comédie musicale Golden Eighties (1986) (une variation à la Jacques Demy de ses thèmes habituels avec Seyrig et Lio) ; sa tentative de comédie romantique américaine à la Ernst Lubitsch (ou à la Woody Allen) Un divan à New York (1996, avec William Hurt et Juliette Binoche), et La Captive (2000, avec Sylvie Testud et Stanislas Merhar), son adaptation, écrite avec Eric de Kuyper, de La Prisonnière de Marcel Proust, influencée par Vertigo d'Alfred Hitchcock et les mélodrames morbides d'Evgueni Bauer.
En 2006, Chantal Akerman détourne une commande (un documentaire sur Israël) pour revenir à un travail plus personnel, son plus intime depuis les années 1970 (voix off autobiographique accompagnant des plans fixes hyperréalistes tournés en vidéo), tourné à Tel-Aviv et monté à Paris, sur l'exil, l'exil des autres, l'exil de soi-même, le repli sur soi, le déséquilibre mental, le temps, l'espace et les tâches ménagères qui deviennent des « actes héroïques de la vie quotidienne ». La conclusion de ce film, intitulé Là-bas, est : « Le paradis n'existe pas. »

### Autres activités

#### Documentaires
La cinéaste a réalisé des documentaires (Un jour Pina a demandé..., 1983 ; D'Est, 1993 ; Sud, 1998 ; De l'autre côté, 2002) qui se distinguent par une recherche plastique et formelle[réf. nécessaire] et une attentive écoute humaniste[réf. nécessaire] (« Je suis comme une éponge qui écoute d'une manière flottante. »)

#### Art contemporain
À travers sa démarche artistique, elle mêle étroitement création filmique et installation vidéo. En 1995, elle réalise ainsi l'installation D'Est, au bord de la fiction à partir des images tournées pour le film documentaire D'Est (1993), œuvre qui prend pour thème la vie dans les rues d'Europe centrale et d'Europe de l'Est juste après la chute du mur de Berlin.
Elle a présenté une installation filmique intitulée Woman Sitting after Killing à la Biennale de Venise de 2001, From the Other Side à Documenta 11 (2002), et Now en 2015 à la Biennale de Venise, une installation en cinq écrans, où défilent à vive allure des paysages désertiques filmés en travelling.

#### Enseignement
Chantal Akerman a été professeure à l'European Graduate School de Saas-Fee (Suisse) où elle dirigeait un atelier de cinéma pendant l'été.
Elle a enseigné à l'université de la ville de New York (City University of New York : CUNY).

### Vie privée
Les sœurs franco-américaines Sonia Wieder-Atherton, violoncelliste, et Claire Atherton, monteuse, furent des amies et collaboratrices de Chantal Akerman. Sonia Wieder-Atherton fut sa compagne et confidente de travail et de vie durant des années et en tira des expériences artistiques.

### Mort
Souffrant de troubles bipolaires et profondément affectée par la mort de sa mère, Natalia (1927-2014), un an et demi plus tôt, elle décide de mettre fin à ses jours à l'âge de 65 ans, le 5 octobre 2015, dans le 20e arrondissement de Paris,,.
Elle est inhumée au cimetière du Père-Lachaise (49e division).

### Décoration
- Commandeur de l'ordre de Léopold

## Publications
- 1997 : Hall de Nuit, Paris, L'Arche éditeur
- 1998 : Une famille à Bruxelles, Paris, L'Arche éditeur
- 2004 : Autoportrait en cinéaste, Paris, Cahiers du cinéma/Centre Pompidou
- 2013 : Ma mère rit, Paris, Mercure de France
- 2024 : Œuvre écrite et parlée, édition établie par Cyril Béghin, Paris, L'Arachnéen

## Installations
Chantal Akerman a créé de nombreuses installations artistiques.
- D'Est au bord de la fiction, 1995
- Vingt-cinquième écran, 1995
- Autobiography/Selfportrait in Progress, 1998
- Woman Sitting after Killing, 2001
- From the Other Side, 2002
- A Voice in the Desert / Une Voix dans le Désert, 2002
- Marcher à côté de ses lacets dans un frigidaire vide, 2004
- In the Mirror, 1971-2007
- Je, tu, il, elle, the Installation, 2007
- Femmes d’Anvers en novembre / Women from Antwerp in November, 2008
- Maniac Summer, 2009
- Tombée de nuit sur Shanghai, 2009 (reprise de son segment de 2007, cf. ci-dessous)
- La Chambre, 1972-2012
- Maniac Shadows, 2012
- Now, 2015
- Travelling, 2024 (posthume)

## Filmographie

### Cinéma
- 1968 : Saute ma ville (court métrage, fiction)
- 1971 : L'Enfant aimé ou Je joue à être une femme mariée (moyen métrage, documentaire)
- 1972 : La Chambre (court métrage, fiction, expérimental)
- 1972 : Hôtel Monterey (long métrage, documentaire, muet)
- 1973 : Hanging Out Yonkers (court métrage, documentaire, inachevé)
- 1973 : Le 15/8 (moyen métrage, fiction)
- 1974 : Je, tu, il, elle (long métrage, fiction)
- 1975 : Jeanne Dielman, 23, quai du commerce, 1080 Bruxelles (long métrage, fiction)
- 1977 : News from Home (long métrage, documentaire, autobiographique)
- 1978 : Les Rendez-vous d'Anna (long métrage, fiction, autobiographique)
- 1982 : Toute une nuit (long métrage, fiction)
- 1983 : Les Années 80 (long métrage, documentaire)
- 1984 : J'ai faim, j'ai froid (court métrage, fiction, segment de Paris vu par... 20 ans après)
- 1984 : New York, New York bis (court métrage, fiction[23])
- 1986 : Le Marteau (court métrage, documentaire, expérimental)
- 1986 : Portrait d'une paresseuse (court métrage, documentaire, autobiographique)
- 1986 : Rue Mallet-Stevens (court métrage, fiction et documentaire[24])
- 1986 : La Paresse (court métrage, documentaire, segment de Seven Women, Seven Sins)
- 1986 : Golden Eighties (long métrage, fiction)
- 1989 : Les Trois Dernières Sonates de Franz Schubert (moyen métrage, documentaire)
- 1989 : Trois Strophes sur le nom de Sacher (court métrage, documentaire)
- 1989 : Histoires d'Amérique (long métrage, fiction)
- 1991 : Pour Febe Elisabeth Velasquez, El Salvador (court métrage, documentaire, segment dans Contre l'oubli)
- 1991 : Nuit et Jour (long métrage, fiction)
- 1993 : D'Est (long métrage, documentaire)
- 1996 : Un divan à New York (long métrage, fiction)
- 1997 : Le Jour où (court métrage, documentaire)
- 1999 : Sud (long métrage, documentaire)
- 2000 : La Captive (long métrage, fiction)
- 2002 : De l'autre côté (long métrage, documentaire)
- 2004 : Demain on déménage (long métrage, fiction)
- 2006 : Là-bas (long métrage, documentaire)
- 2007 : Tombée de nuit sur Shanghai (court métrage, documentaire, segment de L'État du monde)
- 2011 : La Folie Almayer (long métrage, fiction)
- 2015 : No Home Movie (long métrage, documentaire, autobiographique)

### Télévision
- 1980 : Aujourd'hui, dis-moi
- 1983 : Un jour Pina a demandé
- 1983 : L'Homme à la valise[25] (collection Télévision de chambre)
- 1984 : Lettre d'un cinéaste : Chantal Akerman
- 1984 : Family Business: Chantal Akerman Speaks About Film
- 1986 : Letters Home
- 1992 : Le Déménagement dans Monologues
- 1994 : Portrait d'une jeune fille de la fin des années 60 à Bruxelles (collection Tous les garçons et les filles de leur âge)
- 1997 : Chantal Akerman par Chantal Akerman dans Cinéma, de notre temps
- 2003 : Avec Sonia Wieder-Atherton
- 2009 : À l'Est avec Sonia Wieder-Atherton

## Postérité

### Reconnaissance
En décembre 2022, le magazine de cinéma britannique Sight and Sound classe Jeanne Dielman, 23, quai du commerce, 1080 Bruxelles meilleur film de tous les temps,.

### Recherche universitaire
En 2016, à l'université Paris-VIII-Vincennes-Saint-Denis, l'UFR Esthétique, Sciences et Technologies du cinéma et de l'audiovisuel (ESCTA) lui consacre une journée d'études « Chantal Akerman, retours sur l’œuvre ».

### Influence
Chantal Akerman est considérée comme une « figure de proue du cinéma moderne »,.
Elle a été une influence importante notamment pour Gus Van Sant, Todd Haynes et Michael Haneke,.

### Hommages
- En 2020, la rue Chantal-Akerman est l'une des 28 voies créées dans le nouveau quartier de Bruxelles construit sur le site Tour et Taxis[30].
- Dans le 20e arrondissement de Paris, l'allée Chantal-Akerman est créée en octobre 2020[31],[32].

### Rétrospectives
En 2023, la maison de production Capricci organise une rétrospective de plusieurs de ses longs métrages.
Celle-ci se poursuit, en 2024-2025, avec une exposition aux galeries du Jeu de paume, à Paris, intitulée « Travelling », et réalisée avec le Palais des Beaux-Arts de Bruxelles, la Fondation Chantal Akerman et la cinémathèque royale de Belgique,.

### Filmographie
- I don't belong anywhere (le cinéma de Chantal Akerman), documentaire de Marianne Lambert, 2015.

### Expositions
- (en) Dieter Roelstraete et Anders Kreuger (dir.), Chantal Akerman : Too far, Too close, musée d'art contemporain, Anvers, Ludion, 2012, 110 p.  (ISBN 978-94-6130044-7).
- Critique de l'exposition « Maniac Shadows » à La Ferme du Buisson, 2016, sur Slash-Paris.com.
- Céline Brouwez, Larta Ponsa, Laurence Rassel et Alberta Sessa (dir.), Chantal Akerman : « Travelling », Bruxelles, Palais des Beaux-Arts / Paris, Jeu de paume, Tielt, Lannoo, 2024.

### Entretien
- « Une dernière conversation avec Chantal Akerman » par Esther Orner.

#### Rétrospective
- Rétrospective intégrale au Centre Pompidou en 2004 (en archive).